# 갱스터 러버
《갱스터 러버》(영어: Gigli 질리[*])는 2003년 개봉한 미국의 로맨틱 범죄 코미디 영화이다. 마틴 브레스트 감독이 연출과 각본을 맡았으며, 벤 애플렉, 제니퍼 로페즈, 저스틴 바사, 레이니 커잰, 알 파치노 등이 출연했다.
이 영화는 주연 벤 애플렉과 제니퍼 로페즈가 촬영 중에 실제 연인 사이로 이어지면서 언론과 대중의 관심을 받으며 화제 속에 공개되었지만, 역사상 최악의 영화 중 하나로 꼽히는 결과를 안았다. 또한 흥행 참패로 인해 영화는 7,560만 달러를 들여 제작되었지만 단 720만 달러의 수입에 그치며 박스 오피스 봄이 되었다.

## 줄거리
로스앤젤레스 말단 조직원 래리 질리는 상급 조직원 루이스에게서 한 연방 검사의 지적 장애 동생 브라이언을 납치하라는 명령을 받는다. 루이스는 장기 수감될 가능성이 높은 뉴욕 조직 두목 스타크먼을 위해 브라이언을 협상 카드로 쓸 생각이다. 그러나 래리를 못 미더워하는 루이스는 리키라는 여성을 고용하여 임무 주도권을 쥐게 한다.        

## 출연
- 벤 애플렉 - 래리 질리 역
- 제니퍼 로페즈 - 리키/로셸 역
- 저스틴 바사 - 브라이언 역
- 레이니 커잰 - 질리 엄마 역
- 알 파치노 - 스타크먼 역
- 레니 베니토 - 루이스 역
- 미시 크라이더 - 로빈 역
- 크리스토퍼 워컨 - 스탠리 제이커벨리스 형사 역

## 수상 정보
- 2004년 제24회 골든 라즈베리상
  - 최악의 각본상
  - 최악의 감독상 (마틴 브레스트)
  - 최악의 남우주연상 (벤 애플렉)
  - 최악의 여우주연상 (제니퍼 로페즈)
  - 최악의 작품상
  - 최악의 커플상 (벤 애플렉 & 제니퍼 로페즈)
- 2005년 제25회 골든 라즈베리상
  - 25년간 최악의 코미디상